# Alfredo Baquerizo Moreno
José Alfredo Wenceslao del Corazón de la Concepción Baquerizo Moreno (Guayaquil, 28 de septiembre de 1859 - Nueva York, 20 de marzo de 1951) fue un político ecuatoriano que ejerció como Presidente del Ecuador desde el 1 de septiembre de 1916 hasta el 31 de agosto de 1920.

## Biografía
Pertenecía a la oligarquía de Guayaquil, donde nació el 28 de septiembre de 1859. Su madre Rosario Moreno Ferruzola era dueña de la Hacienda Los Moreno y prima hermana del presidente Gabriel García Moreno. Su padre José María Baquerizo Noboa ocupó el Ministerio de Hacienda durante la segunda presidencia garciana.
Se educó en los colegios San Vicente de su ciudad y el San Gabriel de los jesuitas de Quito, en el Conservatorio Nacional de Música y la Universidad Central, en la que se graduó de abogado a los 24 años de edad
Se inició en la política nacional como ministro de Relaciones Exteriores a comienzos de la primera administración de Leonidas Plaza y entre 1903 y 1906 ocupó la vicepresidencia de la República. En 1912 presidió la cámara del Senado y el Congreso y fue reelecto senador por el Guayas para los períodos de 1913 a 1915. Se desempeñó como canciller de la República en 1916. Plaza lo ungió de candidato heredero. Triunfó al estilo liberal sobre un contendiente predestinado a no triunfar, el conservador cuencano Rafael María Arízaga. Terminada su presidencia, Baquerizo Moreno continuó en la vida pública hasta 1931 ya como embajador especial y senador, ya como encargado del mando.
En 1912 fue encargado del poder por 20 días, el Congreso elegido juntamente con el presidente, tuvo mayoría placista. Instalado el Parlamento resultó elegido Presidente del Senado y automáticamente Presidente del Congreso el Dr. Alfredo Baquerizo Moreno, que al dejar el poder el Dr. Francisco Andrade Marín, se encargó del mismo por el espacio de veinte días, mientras el legislativo escrutara los votos, calificara a Leonidas Plaza y le diera posesión.
Sus poemas escritos fueron el sabor becqueriano, con ribets de ironía y apreciable buen gusto. Publicó una serie de novelas cortas con títulos extravagantes, expresión de sus locuras e índice de su pensamiento político. Fue un escritor castizo. Académico Correspondiente de la Lengua Española. Jurisconsulto de talento, se distinguió en el Foro.
Poeta de la línea postromántica del español Gustavo Adolfo Bécquer, y novelista, (que) " si alguna vez ha calado en el espíritu de sus personajes, ha sido cuando ha presentado a alguno de los de la clase media... ", según acota Angel Felicísimo Rojas en su ensayo sobre La novela ecuatoriana. Compositor de obras musicales, brillante pianista, políglota, orador parlamentario de alada y armoniosa palabra, miembro de la Academia Ecuatoriana de la Lengua, presidente de la Corte Superior de Justicia y profesor de la Universidad de Guayaquil.
La longevidad del patriarca de las Letras, la Música y la Vida Pública Nacional Alfredo Baquerizo Moreno -muerto a los 92 años de edad-, puede atribuirse probablemente a su temperamento ecuánime y a un hogar armonioso poblado de 12 hijos. De él, dice el historiador Carlos Manuel Larrea: "Inolvidables las gratas conversaciones íntimas cuando después de fatigantes jornadas de trabajo, me invitaba cariñoso a pasear en automóvil por los pintorescos caminos de los alrededores de Quito, y olvidando momentáneamente los graves problemas políticos, me hablaba de libros y escritores, de novelistas y poetas, de música y de toda manifestación artística... ".
El Dr. Baquerizo gozó de fama de buen orador, su gobierno fue de paz y sosiego. Un hombre de acción "un puente más es un abismo menos".

## Presidencia del Ecuador

Alfredo Baquerizo Moreno en su toma de posesión presidencial.

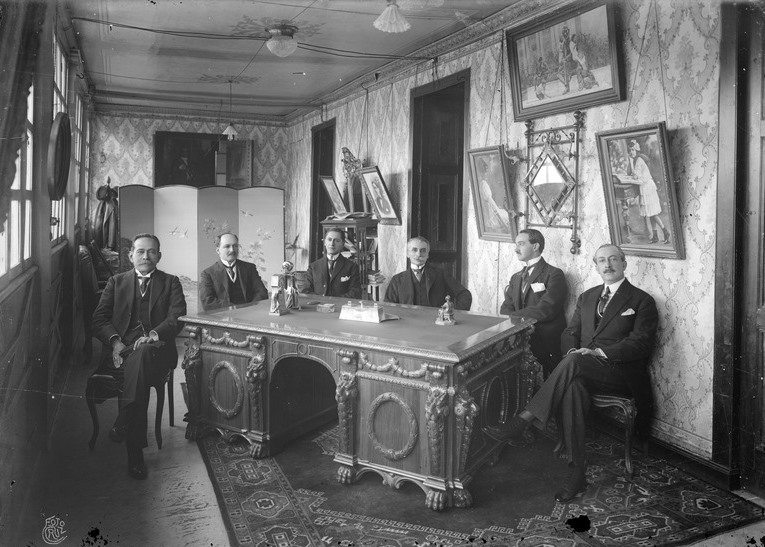
Alfredo Baquerizo Moreno (tercero desde la derecha) y su Gabinete en uno de los despachos del Palacio de Carondelet en 1920.

Baquerizo Moreno triunfó en las elecciones presidenciales de 1916. Presidente Constitucional: Desde el 1 de septiembre de 1916 hasta el 31 de agosto de 1920.
Baquerizo Moreno gobernó con mano plutocrática y guante de caballero humanista, concedió amnistía a los conchistas con lo que devolvió la paz interna a Ecuador, y respaldó políticas sociales de importancia al promulgar la jornada de ocho horas diarias de trabajo y al abolir la prisión por deudas ("apremio personal"), cuya consecuencia fue la progresiva desaparición del concertaje, que en realidad solamente cesó, y no del todo, con la Reforma Agraria de 1964. El concertaje existió principalmente en la Sierra.
El concertaje era un convenio, de ordinario, vitalicio entre el hacendado y el trabajador campesino carente de tierras (el concierto). Este y su familia se comprometían a trabajar para un hacendado todo el año o la mayor parte de él por un pago en anticipos de dinero, grano o animales, un pedazo de tierra prestado (huasipungo) para el sustento de su familia, una cuota mensual o trimestral en granos, una muda de ropa para el año, el agua de la hacienda, la leña del monte y un sitio para el pastoreo de sus animales. Aunque estaba convenido el pago de un jornal, se le descontaban de él los daños en las sementeras, rebaños y hatos, con lo que el concierto vivía constantemente endeudado. La deuda se trasladaba a la viuda y a los hijos.
En este avance social influyeron el pensamiento de Eloy Alfaro, Abelardo Moncayo (1912), Belisario Quevedo (1915), Agustín Cueva Guerrero (1915), Víctor Manuel Peñaherrera (1918) y el del propio presidente Baquerizo Moreno. Las condiciones que lo propiciaron fueron la necesidad de los grupos dominantes para evitarse tensiones y levantamientos, las propuestas de la Iglesia ablandada por la doctrina social de los últimos papas, y la modernización ético-tecnológica de algunos latifundistas serranos.
En lo internacional en su administración, tuvo lugar la firma del Tratado de límites definitivos entre Colombia y Ecuador llamado Tratado Muñoz Vernaza-Suárez. Por este convenio el Ecuador cedió a Colombia una apreciable superficie de territorio en el Caquetá y Río Putumayo.
El Tratado Muñoz Vernaza-Suárez de julio de 1916 había fijado los límites con Colombia. Baquerizo ejecutó lo acordado. Colombia obtuvo el amplio sector comprendido entre los ríos Caquetá y Putumayo, perteneciente a la Audiencia de Quito. Ecuador se satisfizo con un acceso al Putumayo y recuperó pequeñas porciones de territorio que habían sido cedidas en 1908 y 1910. No se pudo lograr más porque Ecuador había firmado otros tratados - algunos de ellos no ratificados- en 1904, 1908 y 1910. Seis años después, Colombia cedió al Perú una parte de los territorios obtenidos de Ecuador en 1916. Entonces se criticó al plenipotenciario cuencano Alberto Muñoz Vernaza. En su Alegato de Defensa, Muñoz replicó a los críticos: 

"El Tratado de 1916 fue bueno: lo único que ha faltado es... la lealtad del Gobierno de Colombia".

Para estrechar más la amistad entre los dos pueblos, los Presidentes Marco Fidel Suárez de Colombia y Alfredo Baquerizo Moreno del Ecuador, se dieron un cordial abrazo en Rumichaca; estas tierras fueron cedidas a Perú, lo cual disgustó a Ecuador.

Alfredo Baquerizo Moreno, zarpando en La Patria, para visitar el Archipiélago de Galápagos, 1917.

En la administración de Baquerizo Moreno se ejecutaron las siguientes obras: Carretera Milagro-Naranjito, el Hospital de Cayambe, luz eléctrica de Vinces, Cuartel de Caballería y Cárcel de Babahoyo, Hospital en Milagro, nueva Planta Telefónica en Quito, telégrafo en Santa Elena, Monumento a los próceres de 1820 en Guayaquil, Palacio Municipal en Latacunga, Hospital Militar en Quito, teléfonos en Riobamba, telégrafo inalámbrico entre Quito y Guayaquil; Estación del Ferrocarril en Chimbacalle (Quito), Agua Potable en Loja, luz Eléctrica en Aloag, Tambillo, Uyumbicho y Jipijapa, Hospital en Zaruma; se inauguraron muchos puentes. En lo económico, solicitó al Congreso que se haga circular billetes y monedas de níquel para que el oro y la plata no emigren. Subió la producción del cacao en Ecuador, llegando a 800.000 quintales.
El presupuesto para la educación subió a un millón de sucres, y para construcciones escolares otro medio millón de sucres.
El número de escuelas primarias en 1920 era de 1.664 con a 105.377 alumnos.

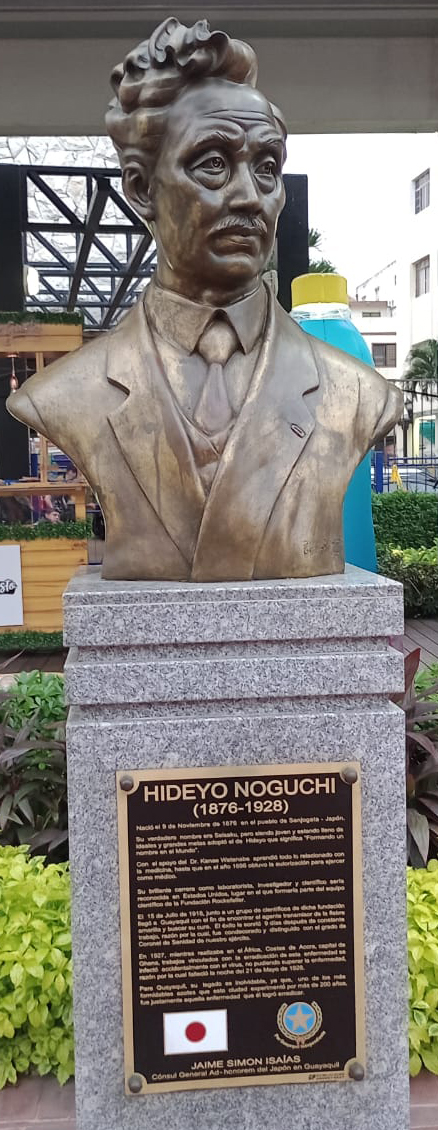
El busto del científico y médico japonés Hideyo Noguchi fue inaugurado el 22 de junio del 2018 en los exteriores del Palacio de Cristal en Guayaquil.

En septiembre de 1918 llegó a Guayaquil la Misión Rockefeller para erradicar la fiebre amarilla. Entre los miembros de la Misión estaba el célebre investigador japonés Hideyo Noguchi.
La crisis económica sacudió a la sociedad y al Estado ecuatorianos: en 1916 apareció la plaga de la monilla que mermó la producción del cacao. En 1920 su precio cayó en el mercado de Nueva York de 26.76 dólares el quintal a 12 y aparecieron nuevos competidores extranjeros. Esta crisis golpeó con más fuerza durante la administración del presidente José Luis Tamayo.

### Ministros de Estado
| Ministerio                          | Ministro                 |
| ----------------------------------- | ------------------------ |
| Ministerio de Guerra y Marina       | José María Barona        |
| Ministerio de Guerra y Marina       | Rafael Pino y Roca       |
| Ministerio de Instrucción Pública   | Miguel Ángel Carbo       |
| Ministerio de Instrucción Pública   | M.E. Escudero            |
| Ministerio del Interior             | Modesto A. Peñaherrera   |
| Ministerio del Interior             | M.E. Escudero            |
| Ministerio de Hacienda              | Carlos A. Borja          |
| Ministerio de Hacienda              | M.G. Hurtado             |
| Ministerio de Relaciones Exteriores | Carlos Tobar Morgoño     |
| Ministerio de Relaciones Exteriores | Augusto Aguirre Aparicio |

Fuente:

## Libros publicados

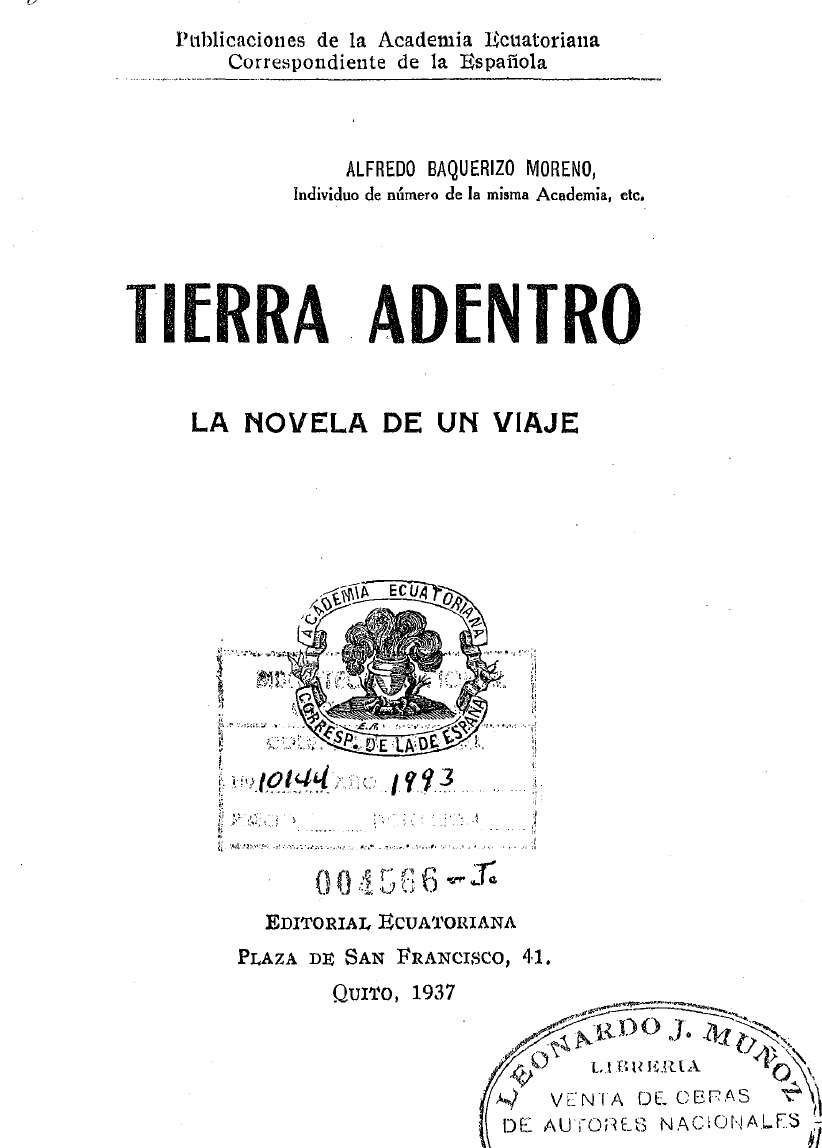
Tierra Adentro, la novela de un viaje. Publicado por Alfredo Baquerizo Moreno, presidente de Ecuador y miembro de la Academia Ecuatoriana de la Lengua

Además de como presidente, destacó también por toda su carrera como escritor. Hablaba latín y francés. Publicó poesía muy influenciada por Gustavo Adolfo Béquer y también estudios sobre Horacio, donde revelaba sus preferencias y opiniones sobre el mundo clásico. Publicó artículos periodísticos bajo su punto de vista como miembro del partido liberal y cuatro novelas:

### Novelas
- Titania y Luz, dos novelas, publicadas en El Globo de Guayaquil. 159 p.
- El Señor Pengo. Guayaquil 1901, 206 p.
- El Nuevo Paraíso: comedia fabulosa. Guayaquil 1910, 58 p.
- Tierra Adentro, la novela de un viaje. Quito, 1937, 108 p.[8]

### Ensayos y artículos
- El Cometa, artículos periodísticos.
- La Opinión Publica, artículos periodísticos.
- Memorias de Negocios Eclesiásticos, Quito 1902 (sobre las relaciones con la Santa Sede).
- Traducciones y ensayos sobre Horacio. Quito 1949, 69 p.
- De ayer y de hoy. Miscelánea en 173 p.

### Poesía
- Rumores del Guayas, poemario. Guayaquil, 1881.
- Ensayos Poéticos. Guayaquil 1882, 102 p.
- Amor y Patria, drama histórico. Guayaquil 1882.
- Sonata en Prosa, publicada en el Álbum Ecuatoriano.

## Sucesión
| Predecesor: Julio Arias                         | Ministro de Relaciones Exteriores del Ecuador 4 de diciembre de 1901-11 de febrero de 1903           | Sucesor: Miguel Valverde                                        |
| Predecesor: Carlos Freile Zaldumbide            | Vicepresidente de la República del Ecuador 1903-1906                                                 | Sucesor: Posición Abolida Siguiente: Mariano Suárez Veintimilla |
| Predecesor: Francisco Andrade Marín (Encargado) | Encargado del Poder Ejecutivo de la República del Ecuador 1 de agosto de 1912-31 de agosto de 1912   | Sucesor: Leónidas Plaza                                         |
| Predecesor: Leónidas Plaza Gutiérrez            | Presidente de la República del Ecuador 1 de septiembre de 1916-31 de agosto de 1920                  | Sucesor: José Luis Tamayo                                       |
| Predecesor: Luis Larrea Alba (Encargado)        | Encargado del Poder Ejecutivo de la República del Ecuador 15 de octubre de 1931-28 de agosto de 1932 | Sucesor: Carlos Freile Larrea (Encargado)                       |